# 제임스 캐러파노
제임스 제이 캐러파노(영어: James Jay Carafano, 1955년 5월 8일 ~ )는 미국의 작가, 역사학자로 2003년 이래 헤리티지 재단의 부소장 직을 맡고 있다. 도널드 트럼프 정권 국무부 인수 담당(2016).